# Ander Astralaga
Ander Astralaga Aranguren (ur. 3 marca 2004 w Berango) – hiszpański piłkarz, występujący na pozycji bramkarza w hiszpańskim klubie FC Barcelona Atlètic.

## Osiągnięcia

### FC Barcelona
- Superpuchar Hiszpanii: 2025[1]

### Reprezentacja
- Brązowy medal Mistrzostw Europy U-19: 2023